# Guido Henckel von Donnersmarck

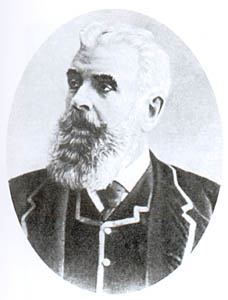
Guido Henckel von Donnersmarck

Guido Henckel von Donnersmarck, född 10 augusti 1830 i Breslau, död 19 december 1916 i Berlin, var en tysk furste, magnat och politiker. 
Henckel von Donnersmarck tillhörde en gammal schlesisk adelssläkt, som 1651 erhöll riksgrevlig värdighet och förvärvade stora gods och gruvfält i Schlesien. Han hade synnerligen goda franska förbindelser, var flera år på 1860-talet bosatt i Paris och användes vid flera tillfällen av Otto von Bismarck i hemliga politiska uppdrag av vikt. 
År 1870 var Henckel von Donnersmarck guvernör över Tyska Lothringen och 1871 tysk ekonomisk sakkunnig vid fredsunderhandlingarna. Så sent som 1905 anlitades han i en politisk mission till Frankrike (under Tangierkrisen). Han gifte sig 1871 med Blanche Thérése Lachmann, kallad "La Païva". I furstligt stånd upphöjdes han 1901.